# Fyns Kunstmuseum
Fyns Kunstmuseum blev nedlagt som selvstændigt museum i 2014. Siden 2018 huser bygningen Det Fynske Kunstakademi
Fyns Kunstmuseum var frem til 2014 et kunstmuseum for dansk kunst fra 1750 og fremefter, med særlig vægt på dansk konkret og konstruktivistisk kunst. Museet har siden oprettelsen af kunstsamlingen i 1880’erne indsamlet en repræsentativ kunstsamling fra området på og omkring Fyn.
Museet, der er et af Danmarks ældste kunstmuseer, er placeret i en klassicistisk, pompøs  i Jernbanegade i Odense. Bygningen har en karakteristisk tempelgavl samt en billedfrise med scener fra Danmarkshistorien og den nordiske mytologi.
Museet er grundlagt i 1885 som en miniudgave af Nationalgalleriets (det senere Statens Museum for Kunst) og rummer et bredt udsnit af værker af betydningsfulde danske kunstnere. Den ældre del rummer bl.a. hovedværker af Jens Juel, Dankvart Dreyer, P.S. Krøyer og H.A. Brendekilde. Der er også værker af Harald Giersing, Vilhelm Lundstrøm, Olaf Rude og Vilhelm Bjerke Petersen.
Tidligere betegnelser: Fyns Stiftsmuseum og Museum Civitatis Othiniensis.